# Le Mans Series 2006
Le Mans Series 2006 kördes över fem omgångar.

## Tävlingskalender
| Datum        | Tävling             | Segrare LMP1 Team                                      | Segrare LMP2 Team                                    | Segrare GTS Team                         | Segrare GT Team                           |
| Datum        | Tävling             | Segrare LMP1 Förare                                    | Segrare LMP2 Förare                                  | Segrare GT1 Förare                       | Segrare GT2 Förare                        |
| ------------ | ------------------- | ------------------------------------------------------ | ---------------------------------------------------- | ---------------------------------------- | ----------------------------------------- |
| 9 april      | Istanbul 1000 km *  | Pescarolo Sport                                        | Barazi-Epsilon                                       | Aston Martin Larbre                      | GPC Sport                                 |
| 9 april      | Istanbul 1000 km *  | Emmanuel Collard Jean-Christophe Boullion              | Michael Vergers Juan Barazi Jean-Philippe Belloc     | Pedro Lamy Gabriele Gardel Vincent Vosse | Luca Drudi Gabrio Rosa Fabrizio de Simone |
| 14 maj       | Spa 1000 km         | Pescarolo Sport                                        | Chamberlain-Synergy                                  | Team Oreca                               | Autorlando Sport                          |
| 14 maj       | Spa 1000 km         | Emmanuel Collard Jean-Christophe Boullion              | Miguel Amaral Miguel Angel del Castro Angel Burgueño | Stéphane Ortelli Soheil Ayari            | Marc Lieb Joël Camathias                  |
| 16 juli      | Nürburgring 1000 km | Pescarolo Sport                                        | ASM Team                                             | Aston Martin Larbre                      | GPC Sport                                 |
| 16 juli      | Nürburgring 1000 km | Emmanuel Collard Jean-Christophe Boullion Éric Hélary  | Miguel Amaral Miguel Angel de Castro Angel Burgueño  | Pedro Lamy Gabriele Gardel Vincent Vosse | Stefano Zonca Andrea Belicchi Marco Cioci |
| 27 augusti   | Donington 1000 km   | Pescarolo Sport                                        | RML Group                                            | Team Modena                              | Team LNT                                  |
| 27 augusti   | Donington 1000 km   | Emmanuel Collard Jean-Christophe Boullion Didier André | Thomas Erdos Mike Newton                             | Antonio García Peter Hardman             | Warren Hughes Rob Bell                    |
| 24 september | Jarama 1000 km      | Pescarolo Sport                                        | ASM Team                                             | Team Oreca                               | Team LNT                                  |
| 24 september | Jarama 1000 km      | Emmanuel Collard Jean-Christophe Boullion Didier André | Miguel Amaral Miguel Angel Castro Angel Burgueño     | Stéphane Ortelli Soheil Ayari            | Rob Bell Warren Hughes                    |

* - Tävlingsdistansen kortades till 4 timmar.

## Slutställning
| Klass | Förare                                    | Team                | Bil                 |
| ----- | ----------------------------------------- | ------------------- | ------------------- |
| LMP1  | Emmanuel Collard Jean-Christophe Boullion | Pescarolo Sport     | Pescarolo C60-Judd  |
| LMP2  | Michael Vergers Juan Barazi               | Barazi-Epsilon      | Courage C65-AER     |
| GT1   | Pedro Lamy Gabriele Gardel Vincent Vosse  | Aston Martin Larbre | Aston Martin DBR9   |
| GT2   | Marc Lieb Joël Camathias                  | Autorlando Sport    | Porsche 911 GT3-RSR |